# Gamochaeta
Gamochaeta é um género botânico pertencente à família Asteraceae.